# Museo del Arriero. Colección Antoni Ros
El museo del Arriero. Colección Antoni Ros (en catalán: Museu del Traginer. Col·lecció Antoni Ros) es un museo con sede en Igualada (Cataluña) que muestra el oficio de arriero, la evolución del transporte de tracción animal y los distintos oficios relacionados, como el de albardero, tonelero y carretero. El museo acoge 39 carros y carruajes y 2.175 piezas en total, procedentes en gran parte de la colección creada por Antoi Ros i Vilarrubias (1942-1994). Tiene su sede en una masía del siglo XVIII, propiedad desde la década de 1970 de la familia Ros, que estuvo estrechamente vinculada al Antiguo Gremio de Arrieros de Igualada. 

## Historia
El museo tiene sus antecedentes en la Fundación del Arriero de Igualada, fundada en 1994 con el objetivo de crear el Museo del Arriero.
La familia Ros, como propietaria de la colección de Antoni Ros i Vilarrubias y principal responsable de la Fundación del Arriero, contactó con un equipo de profesionales que realizara el proyecto museológico. El Museo abrió sus puertas el 24 de septiembre de 2005, y se incorporó a la Red de Museos Locales de la Diputación de Barcelona.

## Colección

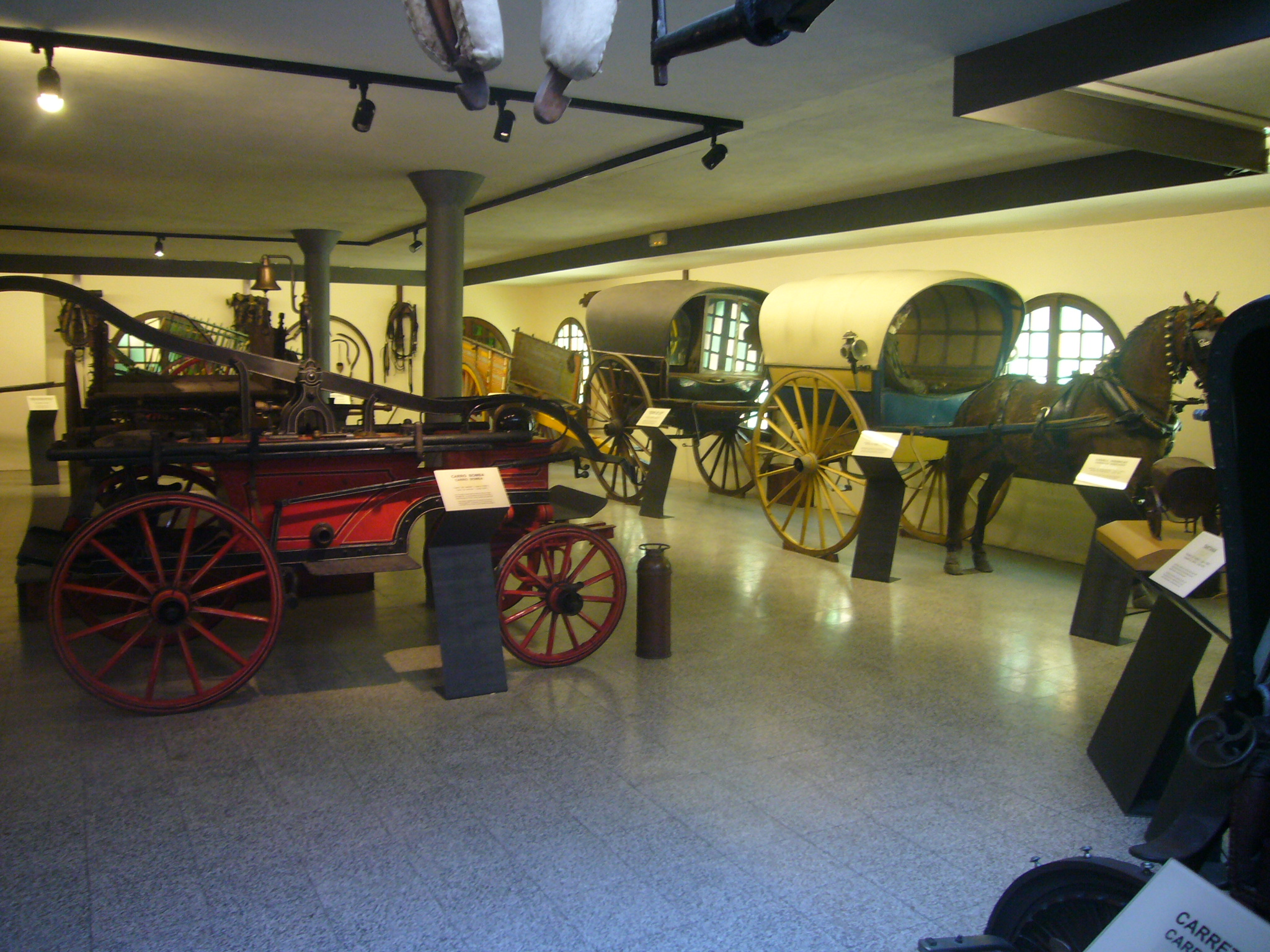
Carruajes en la planta tercera del museo.

El museo dispone de más de 1000 m² de exposición distribuidos en tres plantas:
- En la primera planta se encuentran la Sala de la evolución del arriero y la Sala de los Oficios, donde se hallan representados varios oficios: el carretero, el albardero, el curtidor, el herrero, el veterinario, el espartero, el mozo de cuadra y el leñador.
- En la  segunda planta están la Sala de los arreos, la Sala de los Tres Tombs y la Sala de los carros de servicio y payesía.
- En la tercera planta se encuentran la Sala de los carruajes de la burguesía y la sala dedicada al fundador del Museo, la Sala Antoni Ros, donde se expone su obra escultórica.

Entre las piezas expuestas destaca un carro barroco siciliano de alto valor histórico. El museo ofrece visitas guiadas previa reserva de martes a domingo.